# Tyrann Mathieu
Tyrann Devin Mathieu (New Orleans, 13 maggio 1992) è un ex giocatore di football americano statunitense che ha militato nel ruolo di free safety nella National Football League (NFL). Fu scelto nel corso del terzo giro (69º assoluto) del Draft NFL 2013 dagli Arizona Cardinals. Al college ha giocato a football a LSU.

## Carriera professionistica

### Arizona Cardinals
Mathieu fu scelto nel corso del terzo giro del Draft 2013 dagli Arizona Cardinals. Il 23 maggio firmò un contratto quadriennale del valore di 3,052 milioni di dollari, inclusi 265.000 dollari di bonus alla firma. Debuttò come professionista nella prima gara della stagione contro i St. Louis Rams, mettendo a segno 7 tackle e forzando un fumble in quello che sarebbe stato un sicuro touchdown di Jared Cook. La settimana successiva partì per la prima volta come titolare nella vittoria sui Detroit Lions, mettendo a referto sei tackle e un passaggio deviato. Il primo intercetto lo mise a segno su Drew Brees nella settimana 3 contro i Saints nella sua città natale, New Orleans. Due settimane dopo, nella vittoria sui Carolina Panthers mise a segno il primo sack in carriera ai danni di Cam Newton. Il secondo intercetto, Mathieu lo fece registrare nella vittoria della settimana 8 sugli Atlanta Falcons. Quattro giorni dopo fu premiato come miglior rookie difensivo del mese di ottobre.

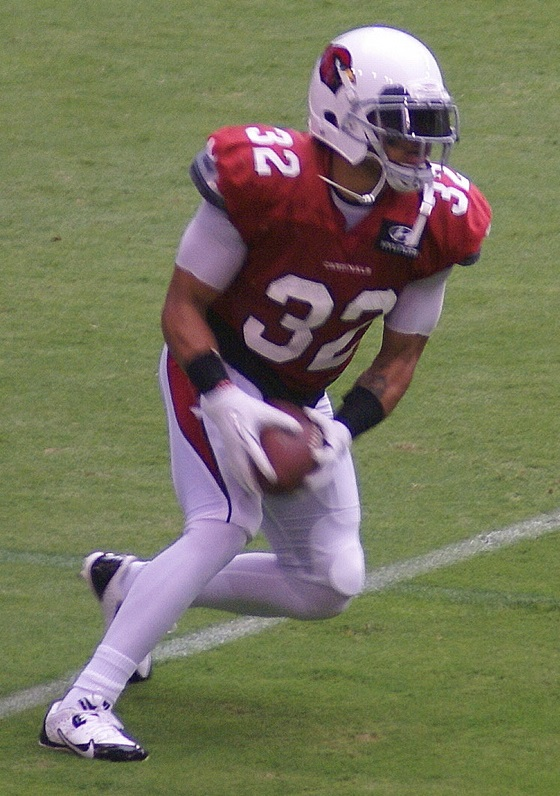
Mathieu nel training camp 2013

L'8 dicembre, nella gara vinta contro i St. Louis Rams, Mathieu subì un grave infortunio rompendosi il legamento crociato anteriore e il legamento collaterale laterale. La sua promettente prima stagione si concluse così in anticipo con 68 tackle, 1 sack, 2 intercetti e un fumble forzato in 13 presenze, 11 delle quali come titolare.
Tornato in campo nel 2014, Mathieu fece registrare il primo intercetto della sua seconda stagione nella settimana 9 su Brandon Weeden dei Dallas Cowboys, con Arizona che vinse la quarta gara consecutiva. La sua seconda annata si chiuse con 38 tackle in 13 presenze, di cui sei come titolare.
Nel terzo turno della stagione 2015, Mathieu intercettò due volte Colin Kaepernick dei 49ers, ritornandone uno in touchdown, venendo premiato come miglior difensore della NFC della settimana. Alla fine di novembre fu premiato come difensore del mese della NFC in cui mise a segno 27 tackle, 6 passaggi deviati e 2 intercetti nelle quattro gare disputate e vinte dai Cardinals. Sul finire della gara della settimana 15 contro gli Eagles, Mathieu si ruppe nuovamente il legamento crociato anteriore, chiudendo la sua stagione. La sua annata si terminò con i nuovi primati carriera in tackle (89), intercetti (5) e passaggi deviati (16), venendo convocato per il primo Pro Bowl in carriera ed inserito nel First-team All-Pro.
Il 2 agosto 2016, Mathieu firmò con i Cardinals un rinnovo contrattuale quinquennale del valore di 62 milioni di dollari. Il 14 marzo 2018 fu svincolato.

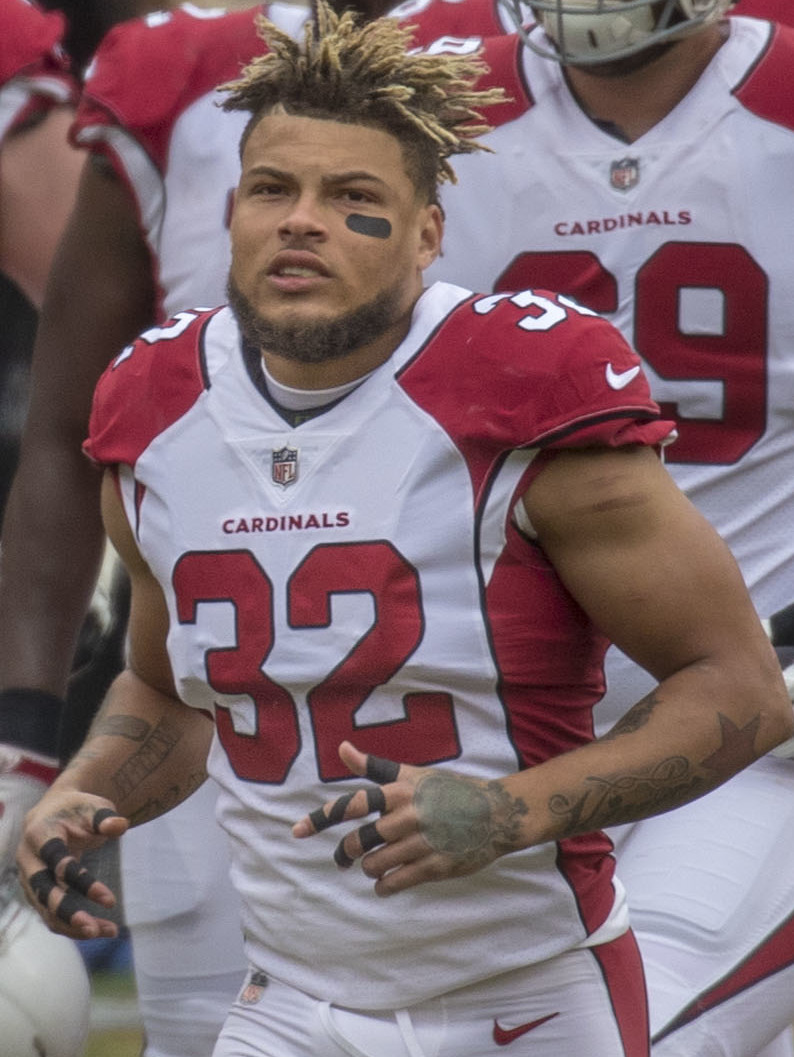
Mathieu nel 2017

Nella seconda settimana della stagione 2017, Mathieu intercettò il quarterback degli Indianapolis Colts nei tempi supplementari, permettendo ai Cardinals di segnare il field goal della vittoria.

### Houston Texans
Il 16 marzo 2018, Mathieu firmò un contratto annuale del valore di 7 milioni di dollari con gli Houston Texans. Nella prima gara con la nuova maglia, contro i New England Patriots, Mathieu fece registrare un intercetto, 5 placcaggi e recuperò un fumble. Concluse l'unica annata nel Texas con 69 tackle, 3 sack, 2 intercetti e 8 passaggi deviati.

### Kansas City Chiefs
L'11 marzo 2019, Mathieu firmò un contratto di tre anni del valore di 42 milioni di dollari con i Kansas City Chiefs. A fine stagione inserito nel First-team All-Pro dopo avere messo a segno 75 tackle, 2 sack e guidato la squadra con 4 intercetti. Il 2 febbraio 2020 partì come strong safety titolare nel Super Bowl LIV contro i San Francisco 49ers che i Chiefs vinsero per 31-20, conquistando il primo titolo dopo cinquant'anni. Nella finalissima mise a segno 6 tackle.
Nel 2020 Mathieu fu convocato per il suo secondo Pro Bowl (non disputato a causa della pandemia di COVID-19) e inserito nel First-team All-Pro dopo essersi classificato terzo nella NFL con 6 intercetti. Nel divisional round dei playoff fece registrare un altro intercetto su Baker Mayfield nella vittoria sui Cleveland Browns. I Chiefs fecero ritorno al Super Bowl ma furono sconfitti dai Tampa Bay Buccaneers.
Nel 2021 Mathieu fu convocato per il suo terzo Pro Bowl dopo avere messo a segno 76 placcaggi, un sack e 3 intercetti. I Chiefs giunsero fino alla quarta finale di conference consecutiva ma furono eliminati ai tempi supplementari dai Cincinnati Bengals.

### New Orleans Saints
Il 2 maggio 2022 Mathieu firmò con i New Orleans Saints un contratto triennale dal valore di 33 milioni di dollari.
Nel quinto turno della stagione 2023, Mathieu mise a segno un intercetto su Mac Jones ritornandolo per 27 yard in touchdown nella vittoria per 34-0 sui Patriots.
Il 22 luglio 2025 Mathieu annunciò il ritiro dopo dodici stagioni.

## Palmarès

### Franchigia
- Super Bowl : 1

Kansas City Chiefs: LIV
- American Football Conference Championship: 2

Kansas City Chiefs: 2019, 2020

### Individuale
- Convocazioni al Pro Bowl: 3

2015, 2020, 2021
- First-team All-Pro: 3

2015, 2019, 2020
- Difensore della NFC del mese: 1

novembre 2015
- Difensore della NFC della settimana: 1

3ª del 2015
- PFWA All-Rookie Team - 2013
- Rookie difensivo del mese: 1

ottobre 2013
- Chuck Bednarik Award: 1

2011
- Formazione ideale della NFL degli anni 2010